# Nicola da Tolentino
Nicola da Tolentino, al secolo Nicola di Compagnone (Sant'Angelo in Pontano, 1245 – Tolentino, 10 settembre 1305), è stato un frate italiano dell'Ordine di Sant'Agostino, proclamato santo da papa Eugenio IV nel 1446.

## Biografia

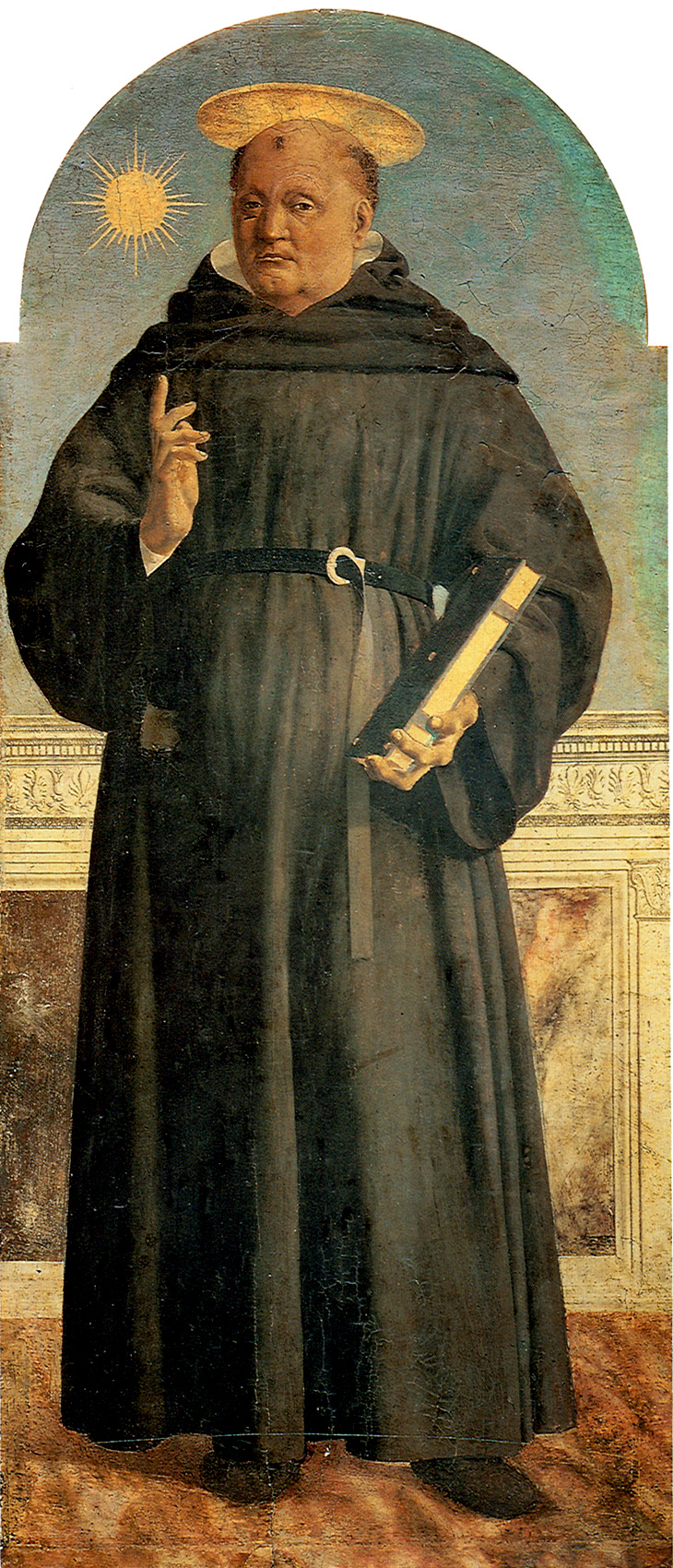
Piero della Francesca
San Nicola da Tolentino, 1454-69
Milano, Museo Poldi Pezzoli

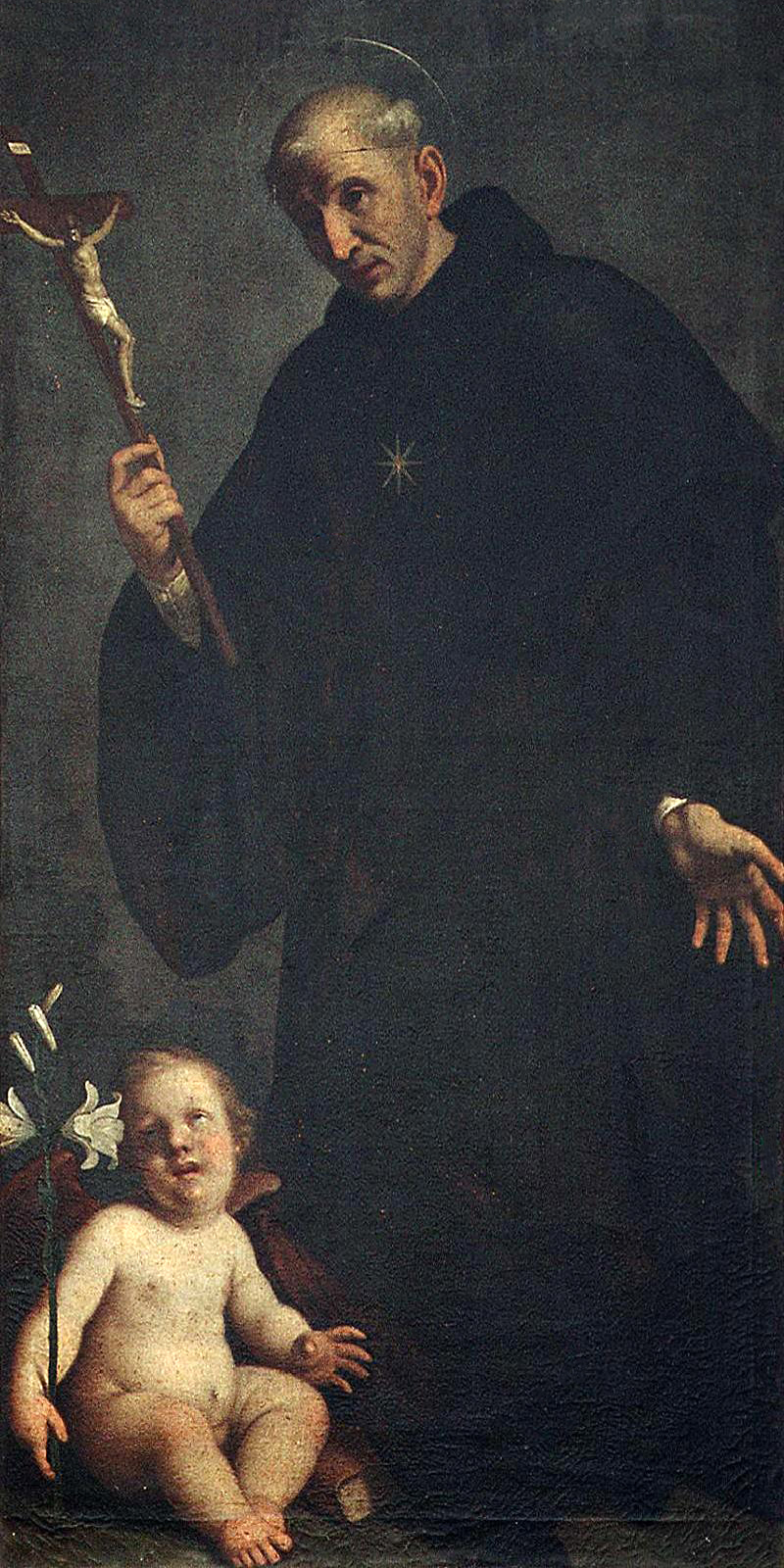
Carlo Ceresa
San Nicola da Tolentino e angioletto che reca dei gigli, 1640 circa

Nacque nel 1245 a Sant'Angelo in Pontano (Macerata) nella Diocesi di Fermo. I suoi genitori, Compagnone de Guarutti e Amata de Guidiani (i cognomi potrebbero semplicemente indicare i loro luoghi di nascita e forse la famiglia era quella dei Compagnoni), erano gente pia. La leggenda della sua vita rappresentata da un ignoto pittore giottesco detto Maestro della Cappella di San Nicola, narra come i suoi genitori, ormai anziani, si fossero recati a Bari su consiglio di un angelo in pellegrinaggio alla tomba di san Nicola di Bari, per avere la grazia di un figlio. Ritornati a Sant'Angelo ebbero il figlio desiderato e, ritenendo di aver ricevuto la grazia richiesta, lo chiamarono Nicola. La leggenda narra ancora che il concepimento sia avvenuto nella limitrofa città di Modugno, di cui oggi il santo è il patrono.
Si distinse a tal punto nei suoi studi che, prima che essi fossero compiuti, venne fatto canonico della chiesa del Santissimo Salvatore a Sant'Angelo in Pontano. Ascoltando una predica di un eremita agostiniano sulla frase latina Nolite diligere mundum, nec ea quae sunt in mundo, quia mundus transit et concupiscentia ejus ("Non amate il mondo, né le cose che sono del mondo, perché il mondo passa e passa la sua concupiscenza"), avvertì la chiamata alla vita religiosa. Implorò allora l'eremita di ammetterlo nel proprio ordine, e i suoi genitori acconsentirono con gioia.
Il giovane Nicola entrò nell'Ordine degli Eremitani di Sant'Agostino.
Già prima dell'ordinazione fu mandato in diversi conventi dell'ordine: Fermo, San Ginesio, Recanati, Macerata e altri, e i biografi mettono in evidenza che fu un modello di generoso impegno verso la perfezione.
Fece i voti solenni a meno di diciannove anni.
Nel 1269 fu ordinato sacerdote da Benvenuto Scotivoli.
Dopo la sua ordinazione, predicò soprattutto a Tolentino, dove fu trasferito intorno al 1275. Nel convento di Sant'Agostino di Tolentino rimase fino alla sua morte nel 1305.
Trascorse gli ultimi trent'anni della sua vita, predicando quasi ogni giorno. Sebbene negli ultimi anni la malattia mise alla prova la sua sopportazione, continuò le sue mortificazioni quasi fino al momento della morte. I devoti ne ricordano la mitezza, l'ingenua semplicità e la dedizione per la verginità, che non tradì mai, custodendola con la preghiera e la mortificazione.

## Devozione
Il processo di canonizzazione iniziò nel 1325 sotto papa Giovanni XXII, ma si concluse soltanto nel 1446 sotto papa Eugenio IV. Tuttavia già fin dalla metà del '300 veniva raffigurato con l'aureola (vedi ad esempio il cappellone della Basilica di Tolentino).
Papa Bonifacio IX concesse l'indulgenza plenaria a chi visitava la tomba di Nicola con la Bolla Papale  Splendor paternae gloriae del 1º gennaio 1390, com'è riportato dalle cronache di Gaetano Moroni:
(Gaetano Moroni, Dizionario di erudizione storico-ecclesiastica: da S. Pietro sino ai nostri giorni, 1856)
È considerato un santo mariano poiché sostenne di avere la visione degli angeli che trasportavano la Santa Casa di Loreto nella città marchigiana il 10 dicembre del 1294.
La sua protezione è invocata dai devoti per gli appestati, i naufraghi e i carcerati, ma in particolare per le anime del Purgatorio.
San Nicola fu anche un famoso esorcista, uno dei pannelli della sua vita affrescati nel Cappellone di Tolentino mostra proprio Nicola che libera una donna indemoniata; questa sua facoltà rimase integra anche dopo la sua morte visto che numerosi ex voto lo indicano come guaritore di indemoniati.

La devozione al santo è iniziata appena dopo la sua morte, prova ne sono i numerosi ex voto che si trovano oggi in un'apposita ala della basilica a questi dedicata.

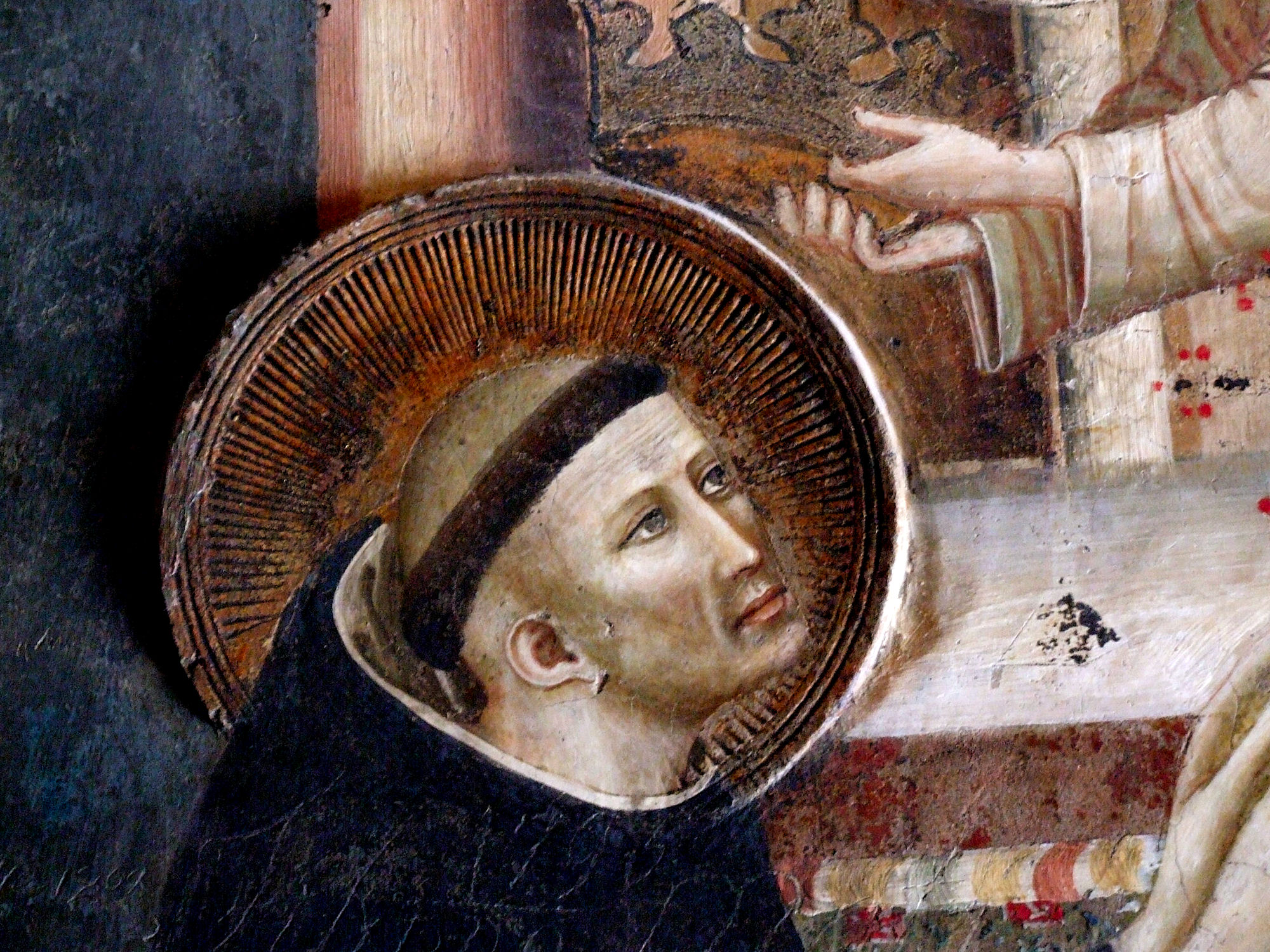
Storie di san Nicola, particolare degli affreschi del Maestro di Tolentino (Pietro da Rimini?), 1325-28, Tolentino, Basilica di San Nicola, Cappellone

Celebri sin dal Medioevo sono i cosiddetti "panini miracolosi" di san Nicola, che servirono anche per la raccolta di farina da parte dei fedeli che si recavano al santuario e che dettero nome anche alla compagnia cerretana degli "affarinati", che rubavano la farina agli ingenui spacciandosi per pellegrini diretti a Tolentino, in cerca di farina per fare i panini miracolosi, citata anche dal vescovo urbinate Teseo Pini nel suo Speculum Cerretanorum del 1485.
Viene ricordato il 10 settembre. La sua tomba, a Tolentino, è conservata con venerazione dai fedeli.
Nel 2001, per la prima volta nella storia, le spoglie del Santo escono dalla Basilica di Tolentino, per una Peregrinatio. Esse arrivano in elicottero nella città di Modugno, dove molto forte è la devozione per San Nicola (patrono della città pugliese), per proseguire in un tragitto che tocca diverse località pugliesi.
Nel 2024 in occasione dell'Anno Giubilare Nicoliano celebrato nella Parrocchia di San Giovanni Battista e San Nicola da Tolentino in Montoro (AV) per la prima volta il prezioso Reliquiario con i panni di lino intrisi di Sangue, che avvolgevano "Le Sante Braccia" di San Nicola lasciarono la Basilica del Santo per raggiungere la Città di Montoro di cui è patrono. 
A Lagonegro, nella chiesa di Sant'Antonio Abate, vi è un altare dedicato a San Nicola da Tolentino. In questo dipinto il religioso è prostrato ai piedi della Beata Vergine Maria e chiede intercessione per le anime purganti.
A Vicenza nel 1500 fu eretto un oratorio di San Nicola da Tolentino; l'interno è in stile barocco ed ospita pregevoli quadri di scuola veneta che raffigurano la vita e i miracoli del santo.

## Iconografia

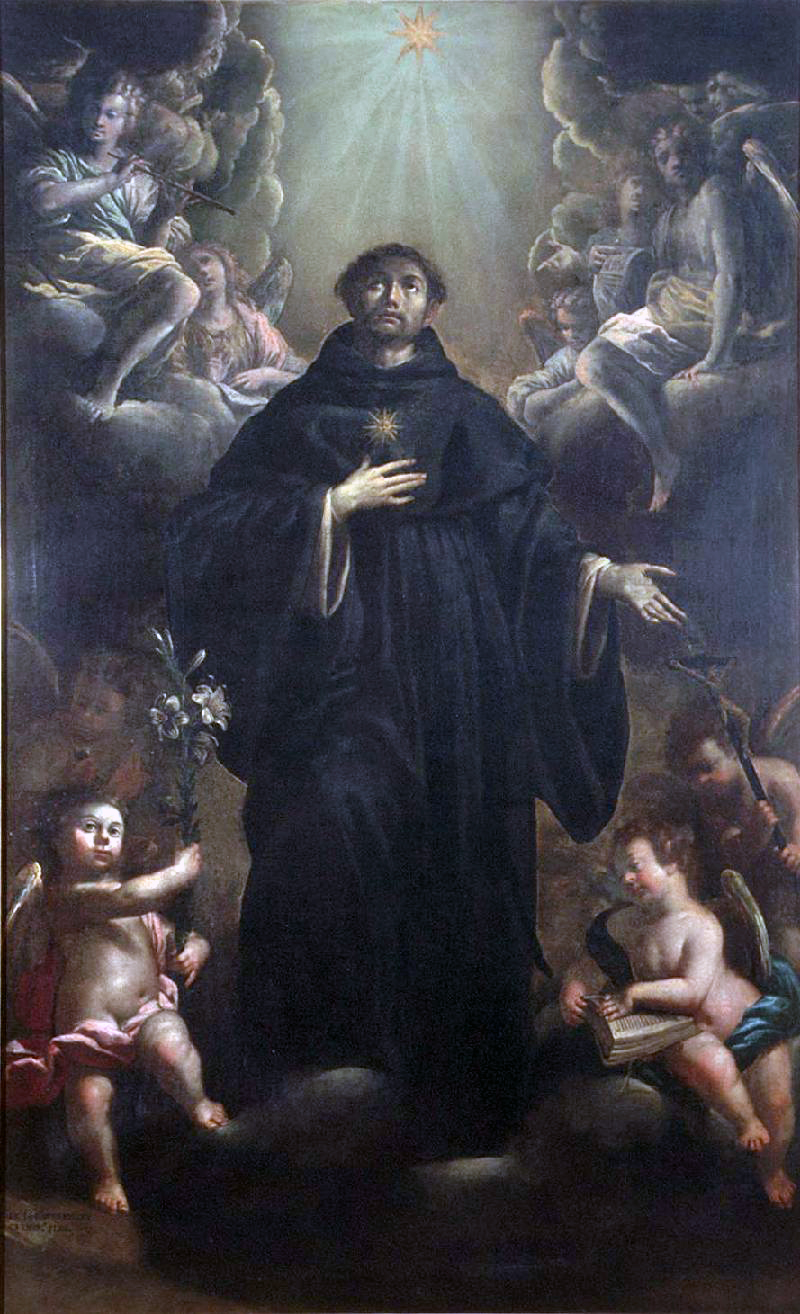
Giovanni Giacomo Barbelli
San Nicola da Tolentino, 1653

È raffigurato con l'abito nero degli Eremitani di Sant'Agostino, con una stella sopra di lui o un sole sul petto, e in mano un giglio o una croce con ghirlande di gigli. Talvolta, al posto di un giglio, tiene una sacca riempita di denaro o pane.
È raffigurato con un sole al centro della tonaca nera, per uno dei fatti della vita del santo: si narra che un astro lucente lo seguisse continuamente nei suoi spostamenti e illuminasse la sua figura.

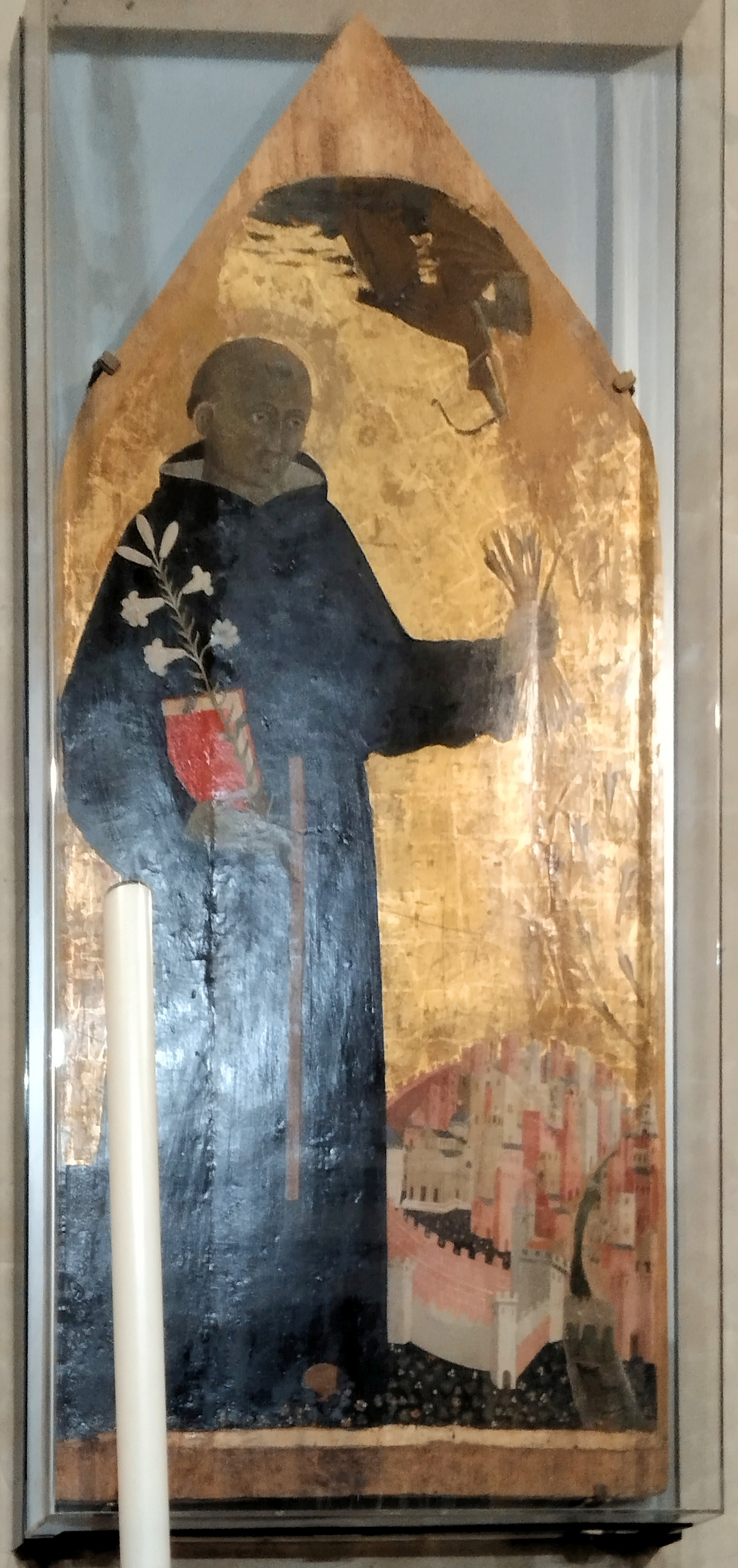
San Nicola da Tolentino che salva Pisa dalla peste, a Pisa nella Chiesa di S. Nicola da Bari, prima metà del XV secolo - Autore ignoto di ambito locale - tempera du tela

## Aneddoti sulla vita di Nicola
- "I panini benedetti sono un segno particolare della devozione a san Nicola, legati ad un episodio della sua vita. San Nicola, gravemente malato, ottenne la grazia della guarigione per intervento della Vergine Maria, che, apparsa in visione, gli aveva assicurato: «Chiedi in carità, in nome di mio Figlio, un pane. Quando lo avrai ricevuto, tu lo mangerai dopo averlo intinto nell'acqua, e grazie alla mia intercessione riacquisterai la salute». Il santo non esitò a mangiare il pane ricevuto in carità da una donna di Tolentino, riacquistando così la salute.

Da quel giorno san Nicola prese a distribuire il pane benedetto ai malati che visitava, esortandoli a confidare nella protezione della Vergine Maria per ottenere la guarigione dalla malattia e la liberazione dal peccato.
La Chiesa ha approvato l'istituzione e l'uso dei Panini, prescrivendo un rito speciale per la loro benedizione, analogo a quello della benedizione delle palme, ma riservato all'Ordine Agostiniano."
- Molteplici sono i racconti entrati a fare parte della tradizione dei luoghi della giovinezza di Nicola, in particolare nel paese natale in cui tutt'oggi è radicata una forte devozione.
- Si racconta che, nel tragitto da Sant'Angelo a Tolentino, trovandosi a passare nella città di San Ginesio, imponendo le mani impedì il crollo di una parte della cinta muraria, che ancora oggi si conserva integra.
- Sempre durante il tragitto verso il convento, trovandosi in ritardo, impose le mani per fermare il sole fino a quando non fosse arrivato a destinazione (in modo simile a quanto accade a Giosuè; questa è anche una spiegazione alternativa per la raffigurazione del santo con il sole).
- Il ponte del diavolo di Tolentino è chiamato così in ricordo della leggenda secondo cui l'architetto Benevegna, in difficoltà durante la costruzione del ponte (che veniva distrutto nottetempo dall'impetuosità del fiume Chienti), stipulò un patto con il diavolo,  il quale assicurò la realizzazione del ponte in una sola notte in cambio dell'anima del primo essere vivente che lo avesse attraversato. L'architetto, pentitosi del suo patto col diavolo, si rivolse disperato a San Nicola. Il santo escogitò uno stratagemma: a costruzione ultimata benedisse il ponte; poi, attese che si avvicinasse un cane e fece rotolare una forma di formaggio dall'altra parte del ponte, costringendo l'animale ad attraversarlo. Il diavolo, accecato d'ira, tentò invano di distruggere il ponte con una cornata, che sarebbe ancora visibile.
- Durante la sua permanenza nel convento di San Ginesio, San Nicola era solito portare del cibo ai mendicanti e, per non farlo sapere ai suoi superiori, nascondeva il pane nelle maniche della tunica. Venuti a sapere dell'espediente, i frati lo bloccarono chiedendogli cosa portasse. Il santo rispose: "petali di rose!" scrollando le maniche dalle quali uscirono petali di fiori.
- Durante il cammino, San Nicola era solito fermarsi a pregare in una zona di campagna nelle vicinanze di Sant'Angelo. In quel punto fece sgorgare un piccolo pozzo dal quale abbeverarsi. Le fontanelle di San Nicola, come vengono chiamate oggi, secondo la tradizione smettono di sgorgare se un animale si abbevera ad esse, fino a quando non vengono nuovamente benedette da un sacerdote.

## Affreschi del Cappellone di San Nicola nella Basilica di San Nicola da Tolentino a Tolentino
Affreschi attribuiti a Pietro da Rimini, Storie della vita di San Nicola e miracoli post mortem

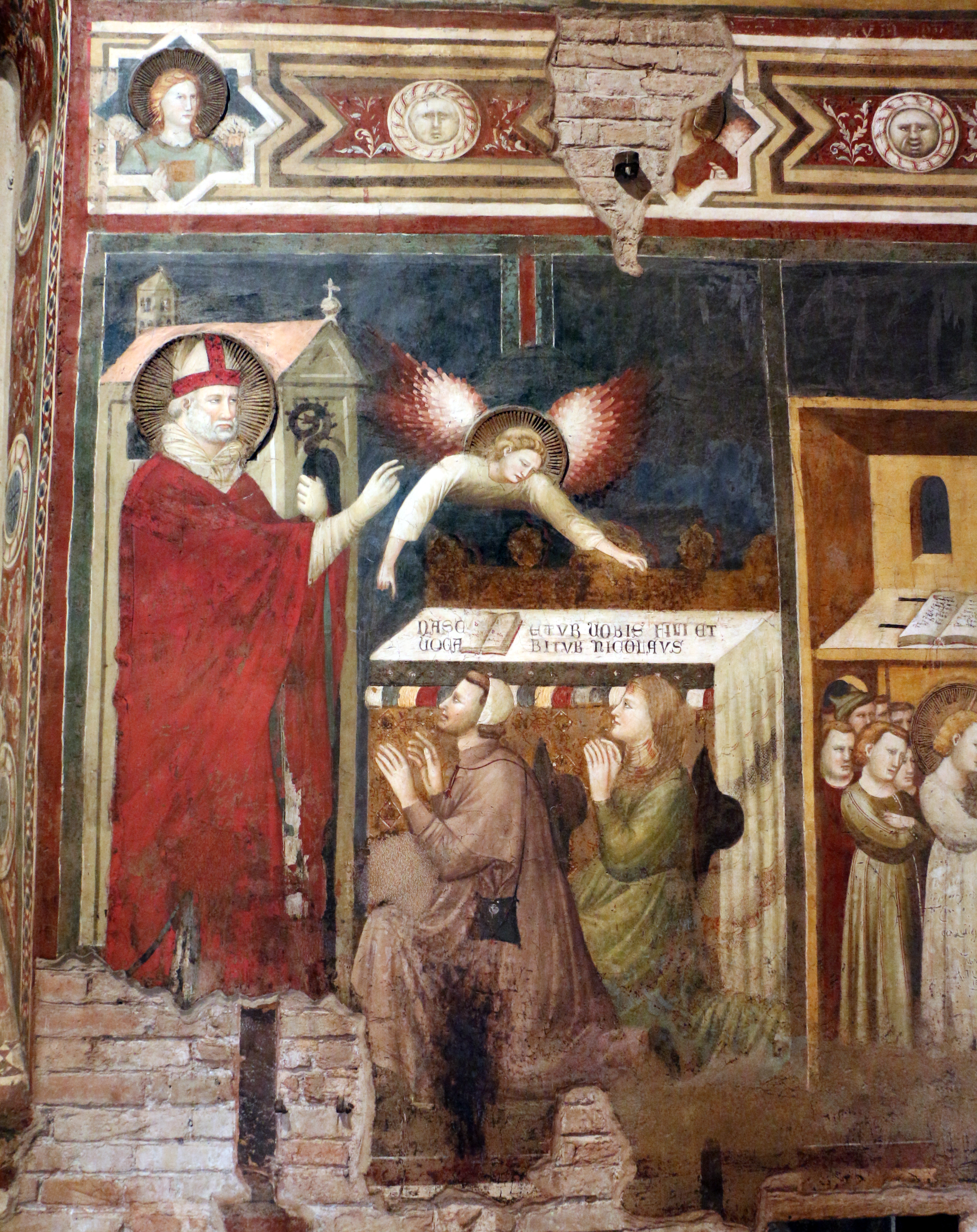
San Nicola di Bari predice il destino ai genitori di Nicola da Tolentino
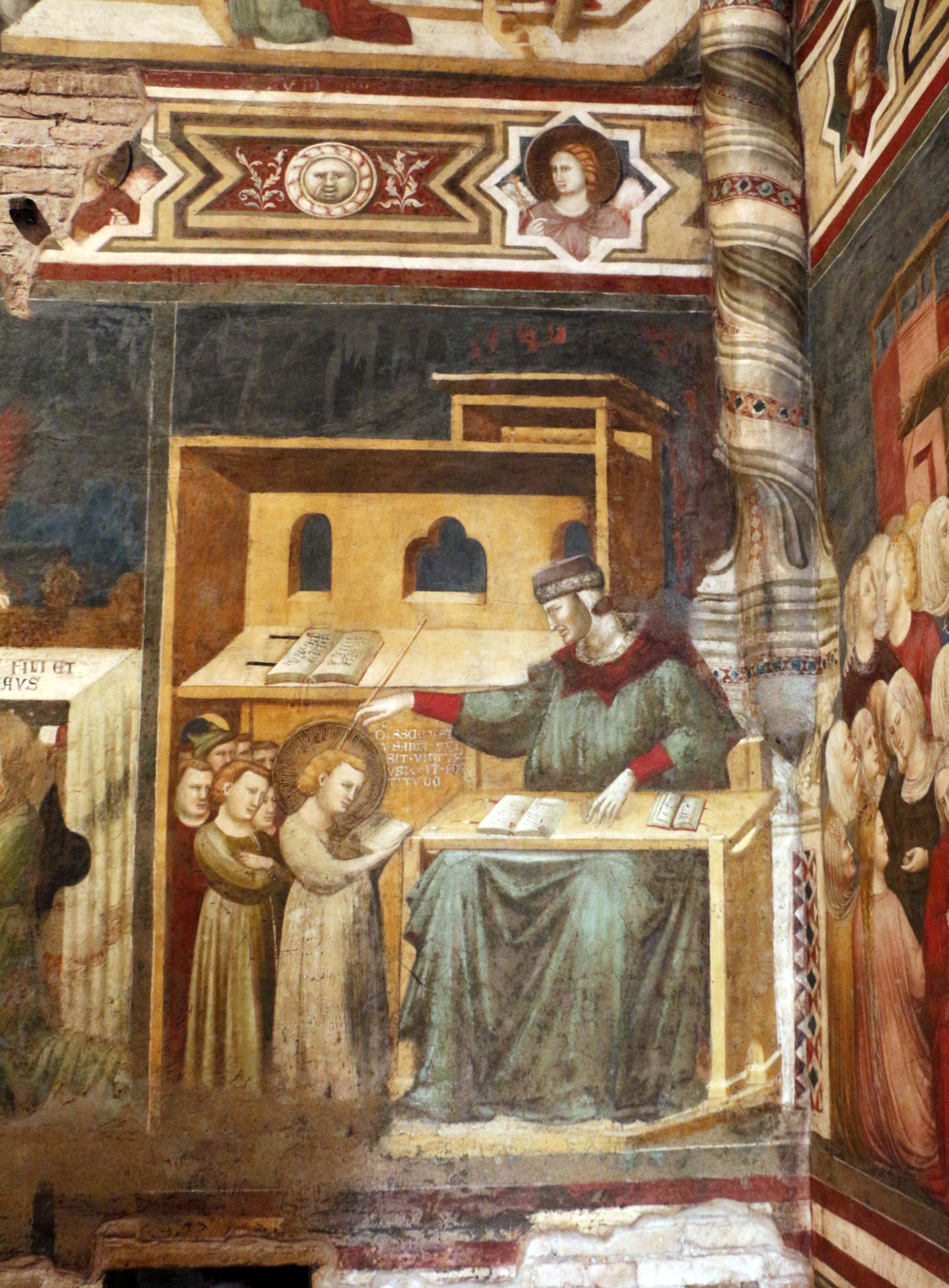
Il giovane Nicola da Tolentino attende agli studi
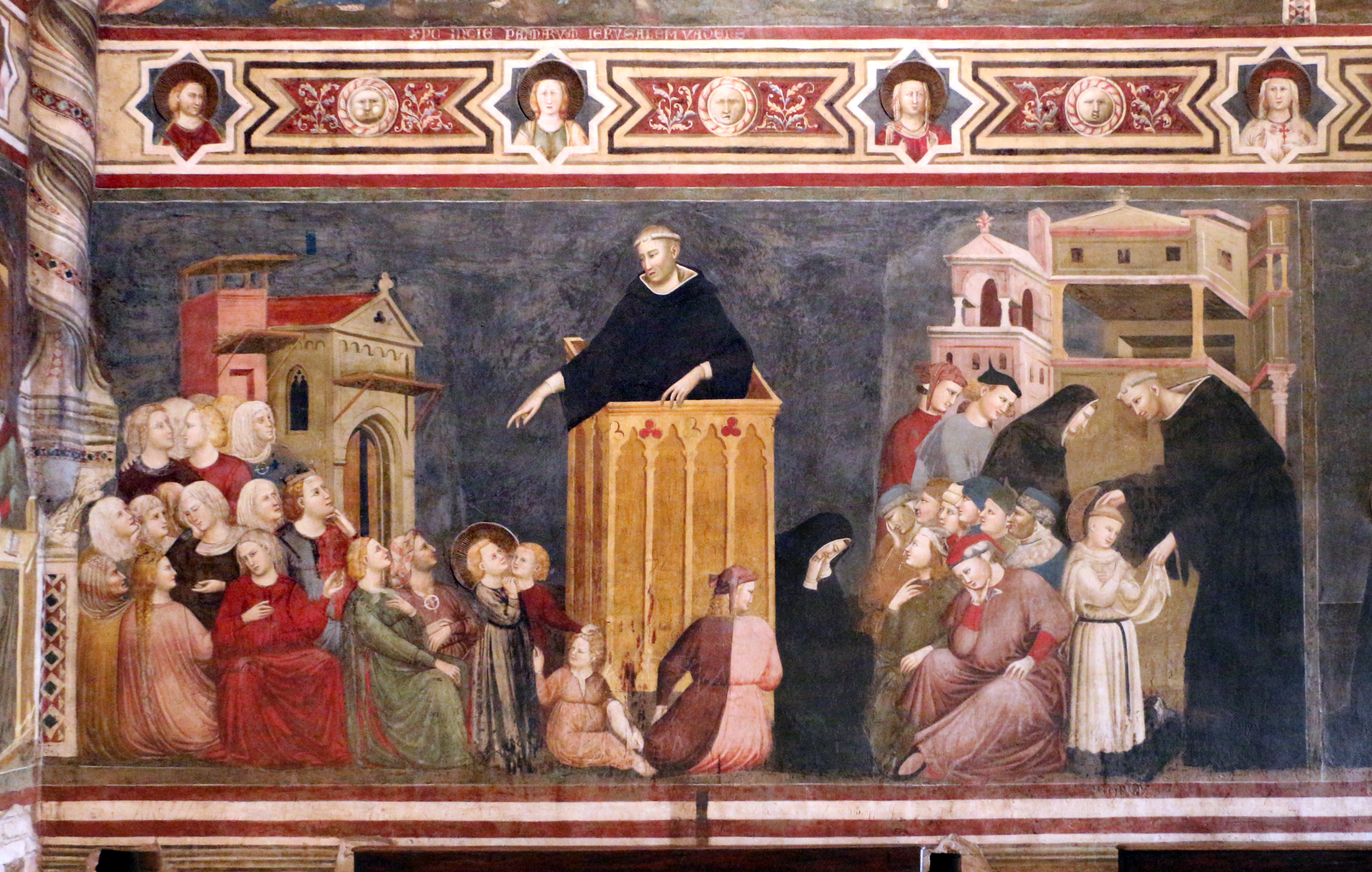
Nicola da Tolentino ascolta la predica di un agostiniano ed entra nell'Ordine
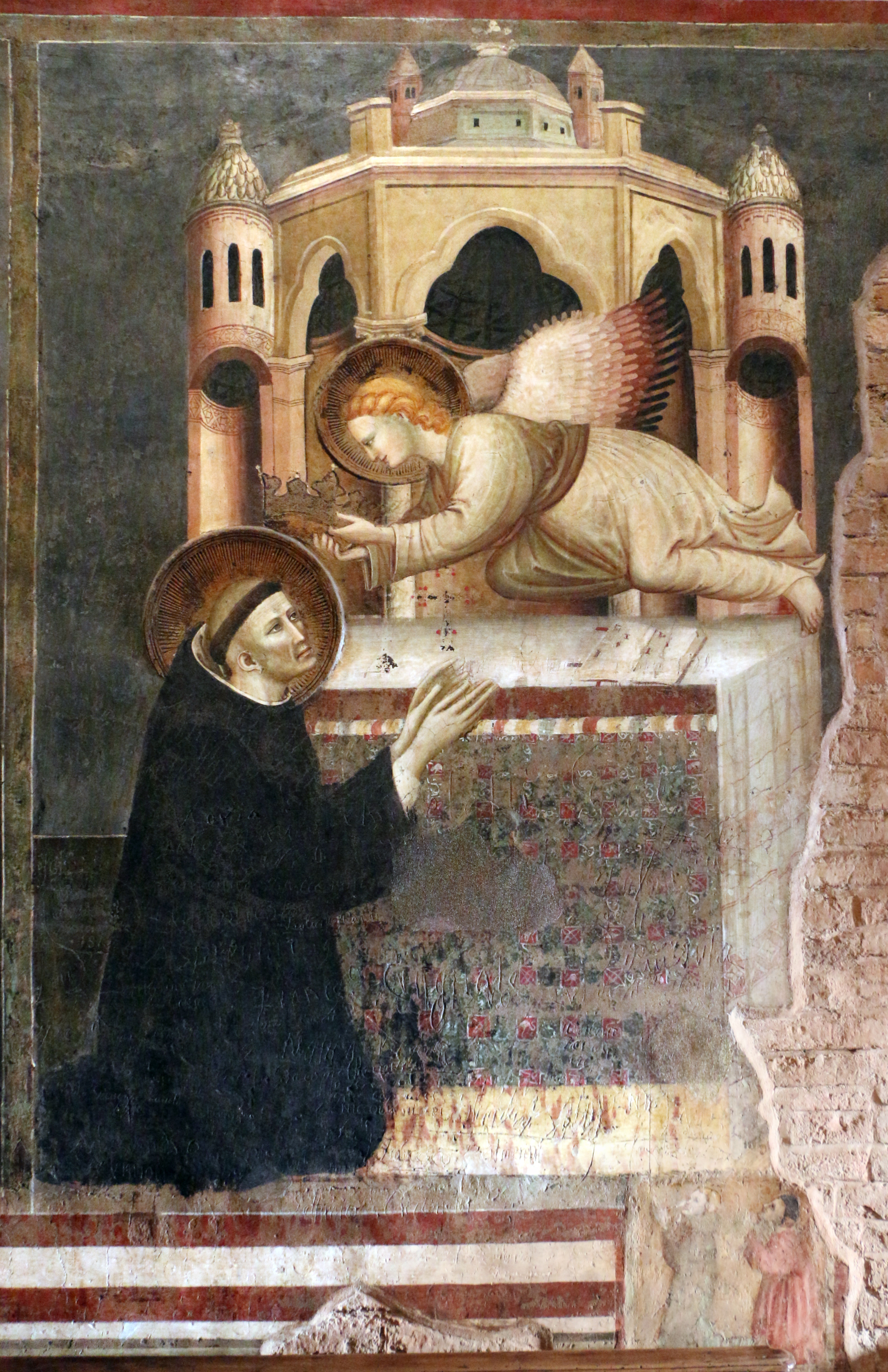
La consegna della corona come pegno eterno
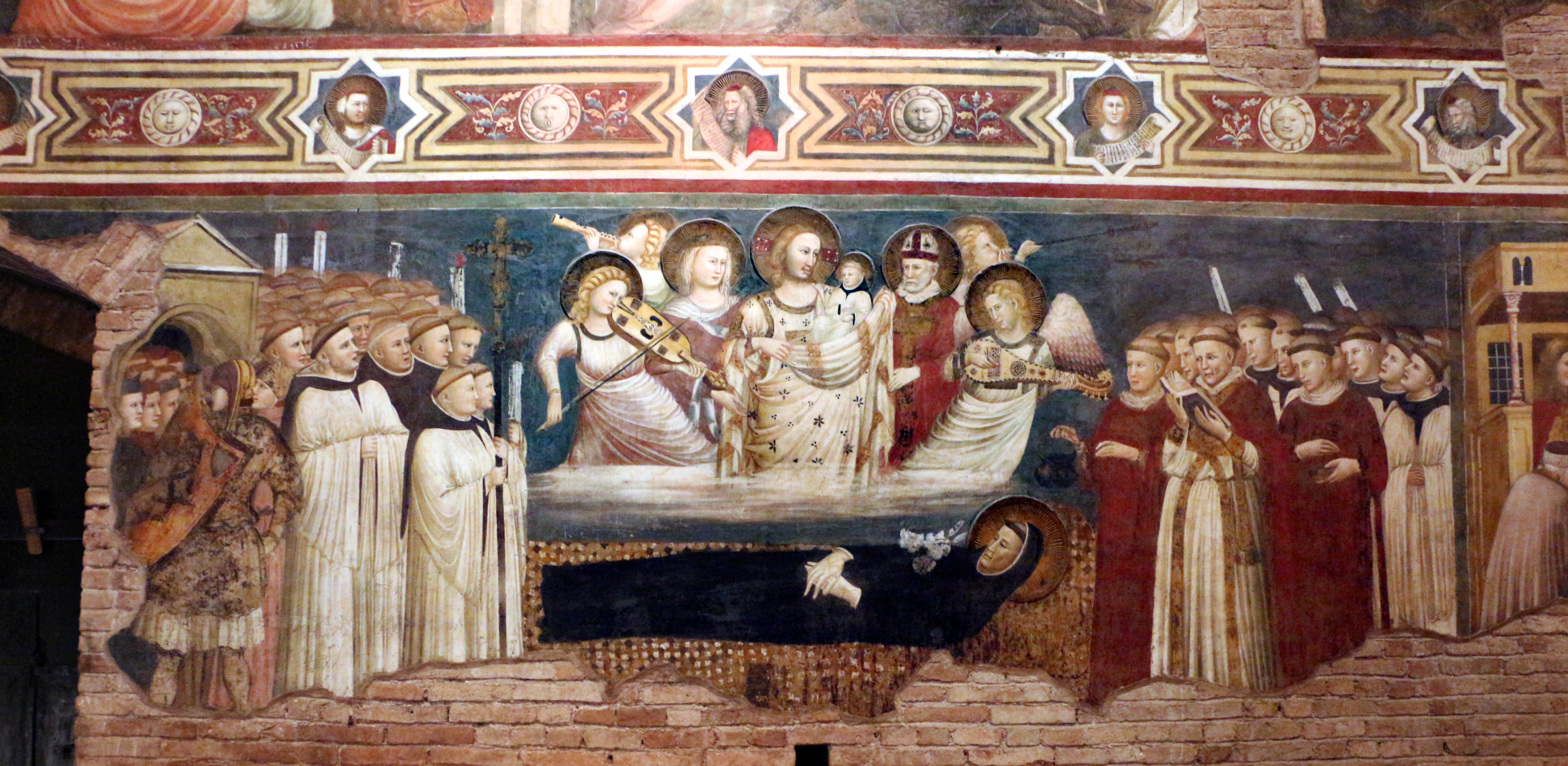
Esequie di Nicola da Tolentino e sua apoteosi
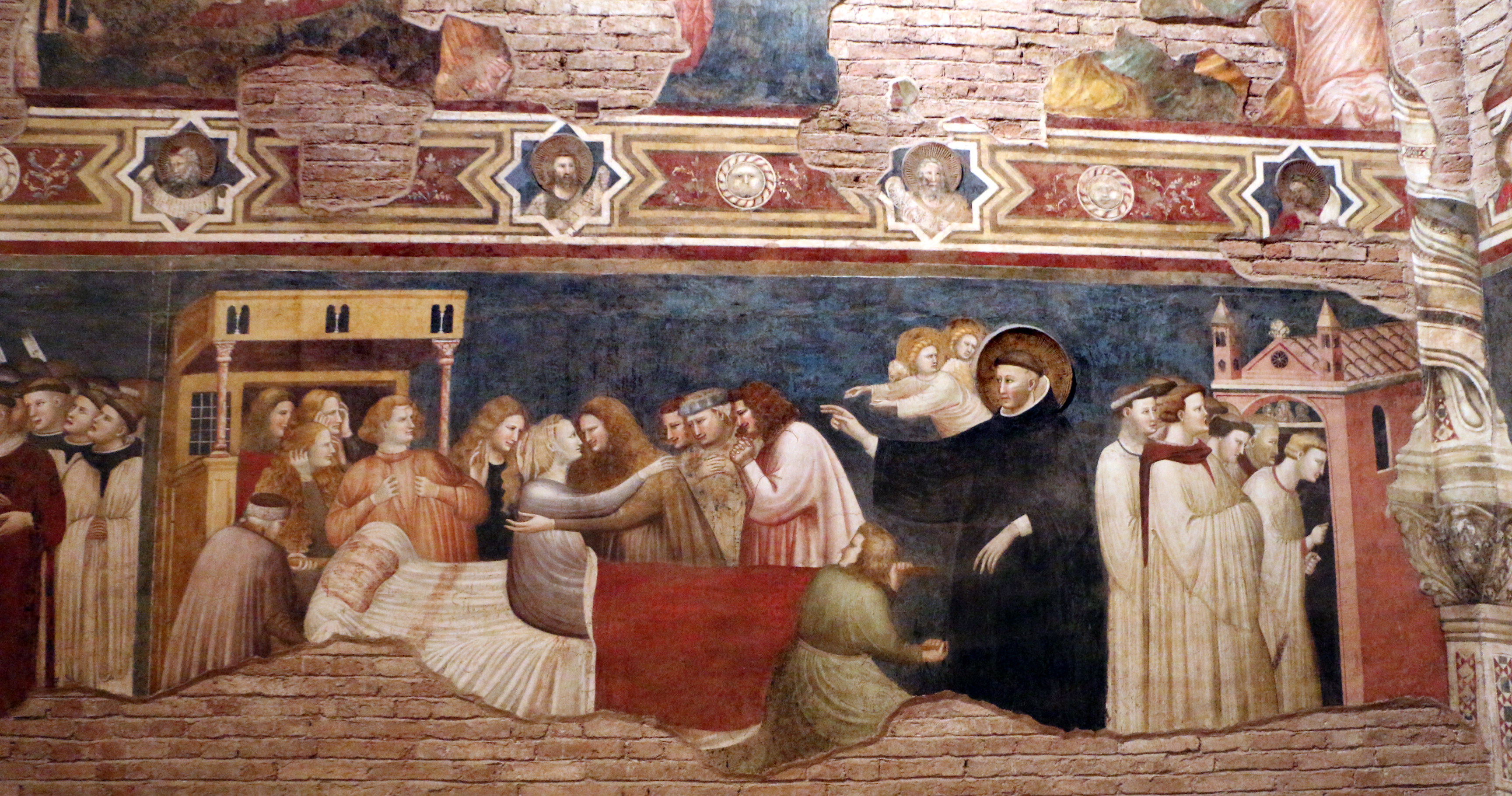
Resurrezione della giovinetta di Fermo
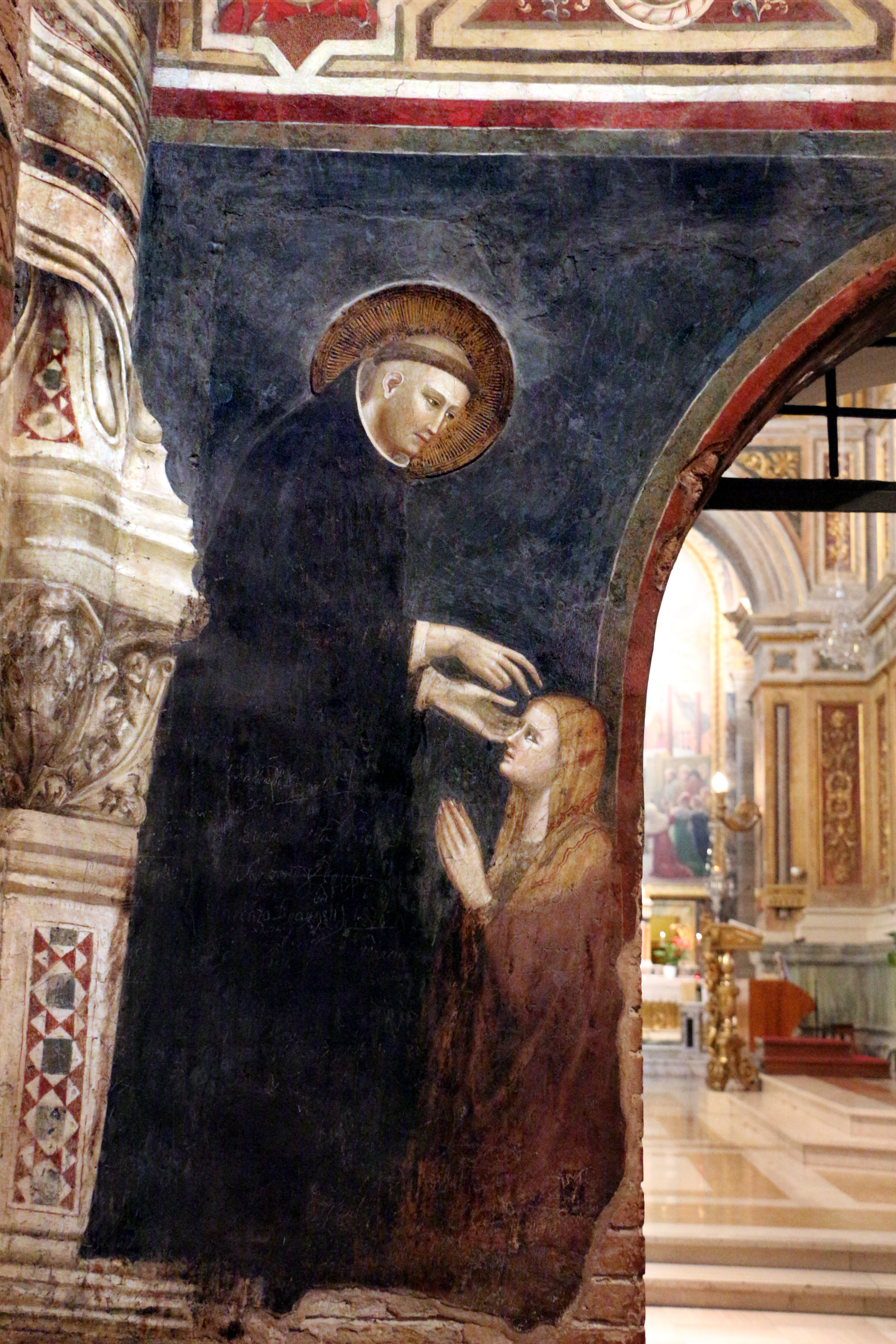
Guarigione di una cieca a San Ginesio
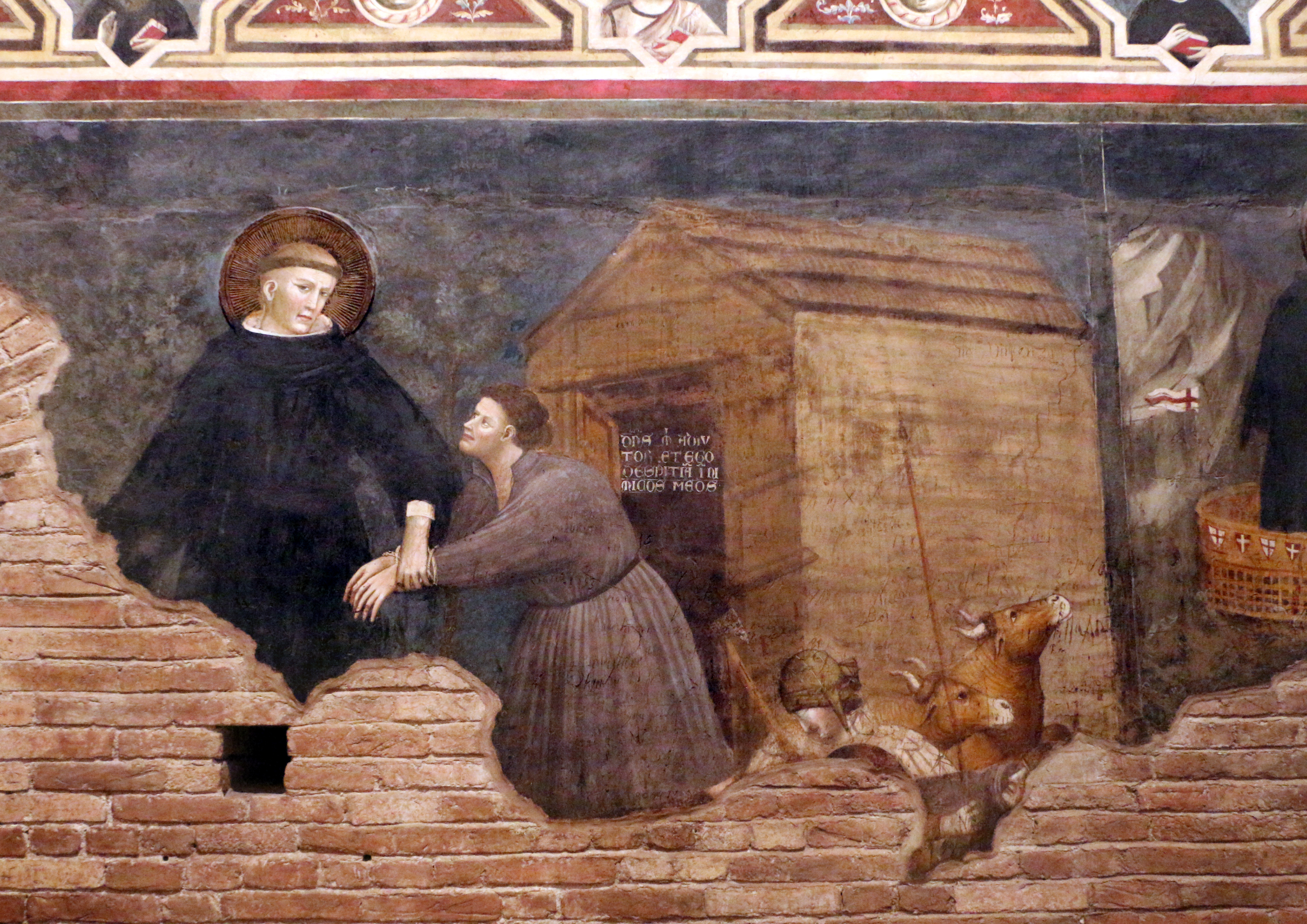
Liberazione di un carcerato
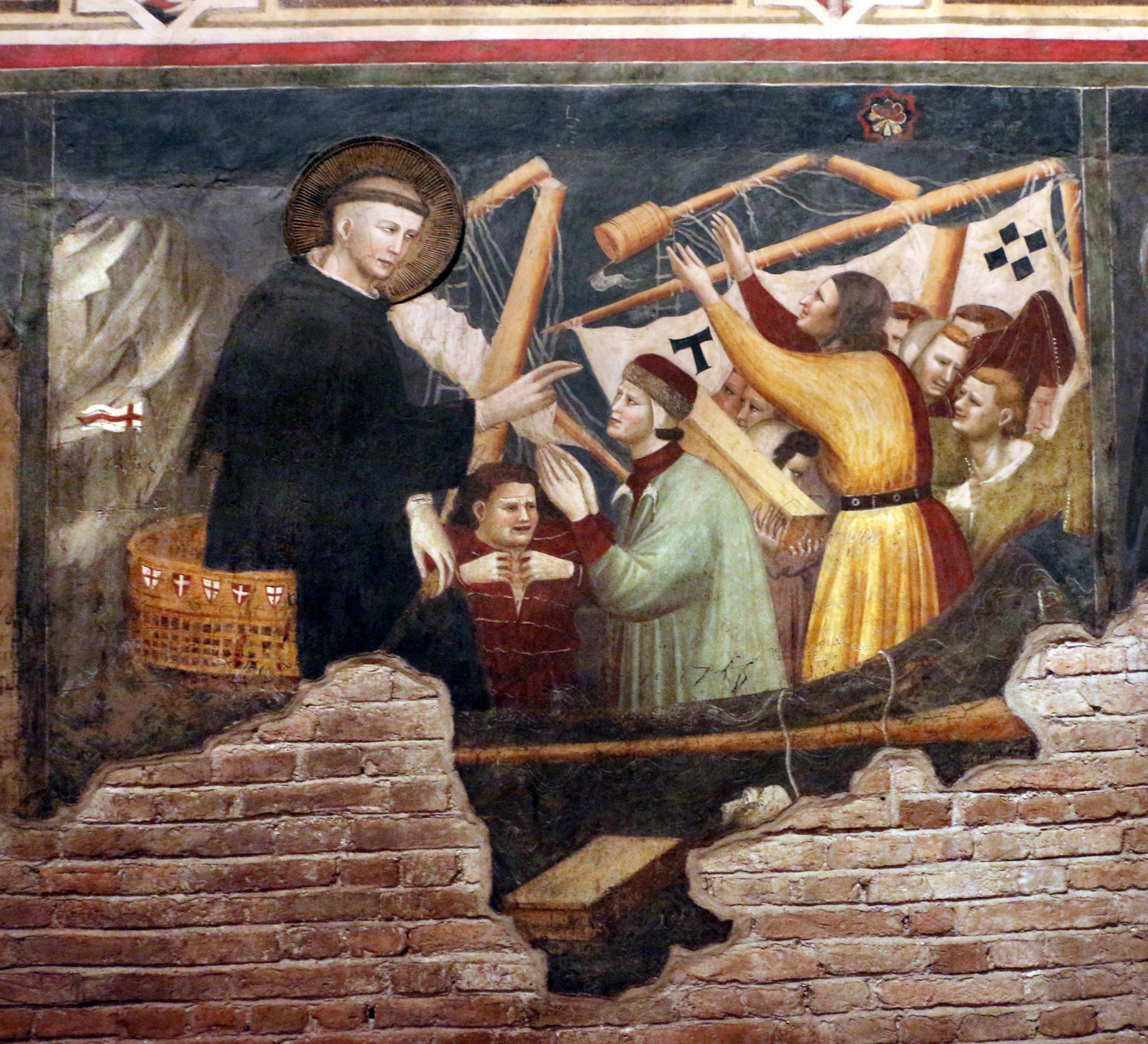
Salvataggio di un naufragio
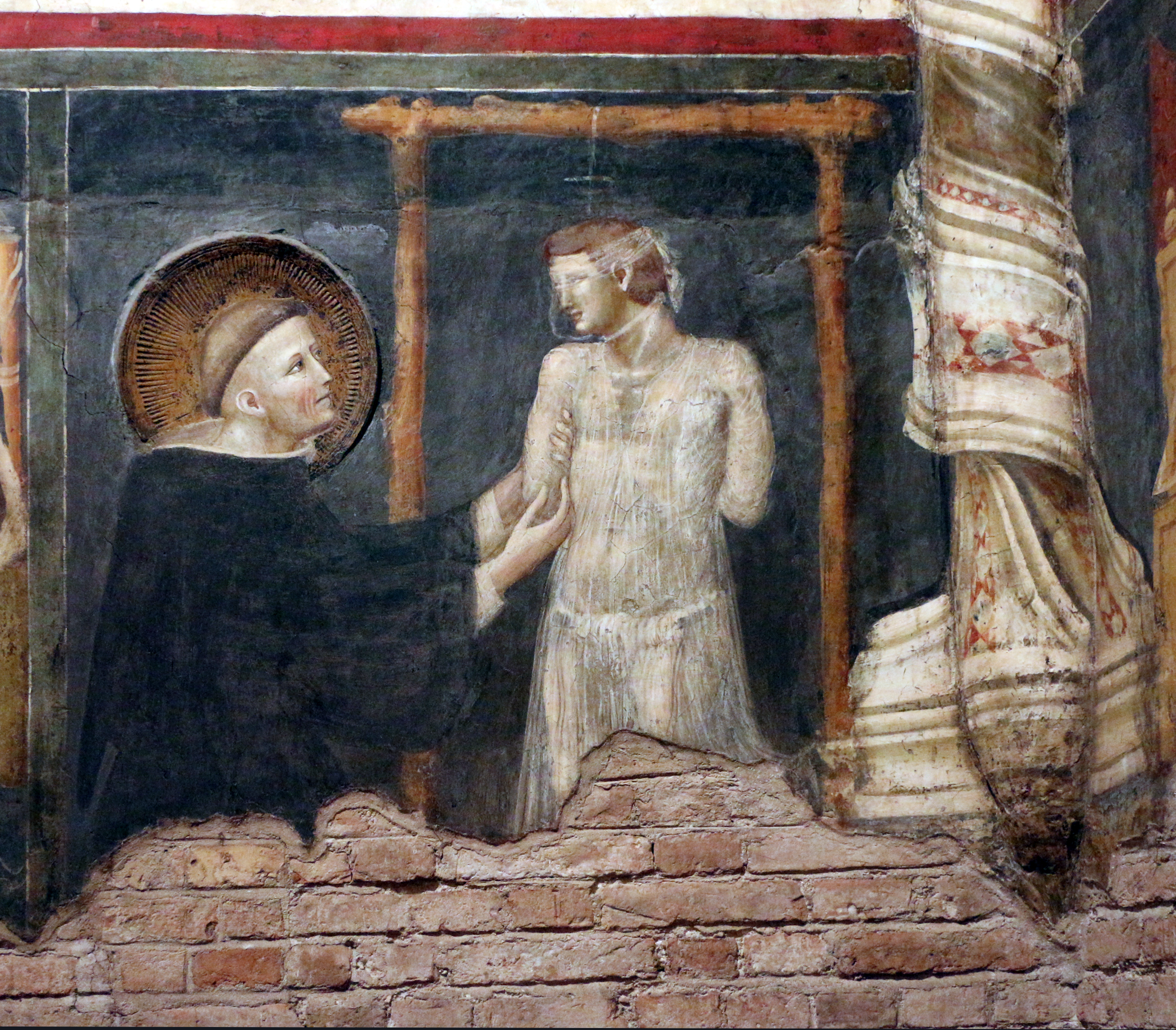
Conforto a un condannato per impiccagione
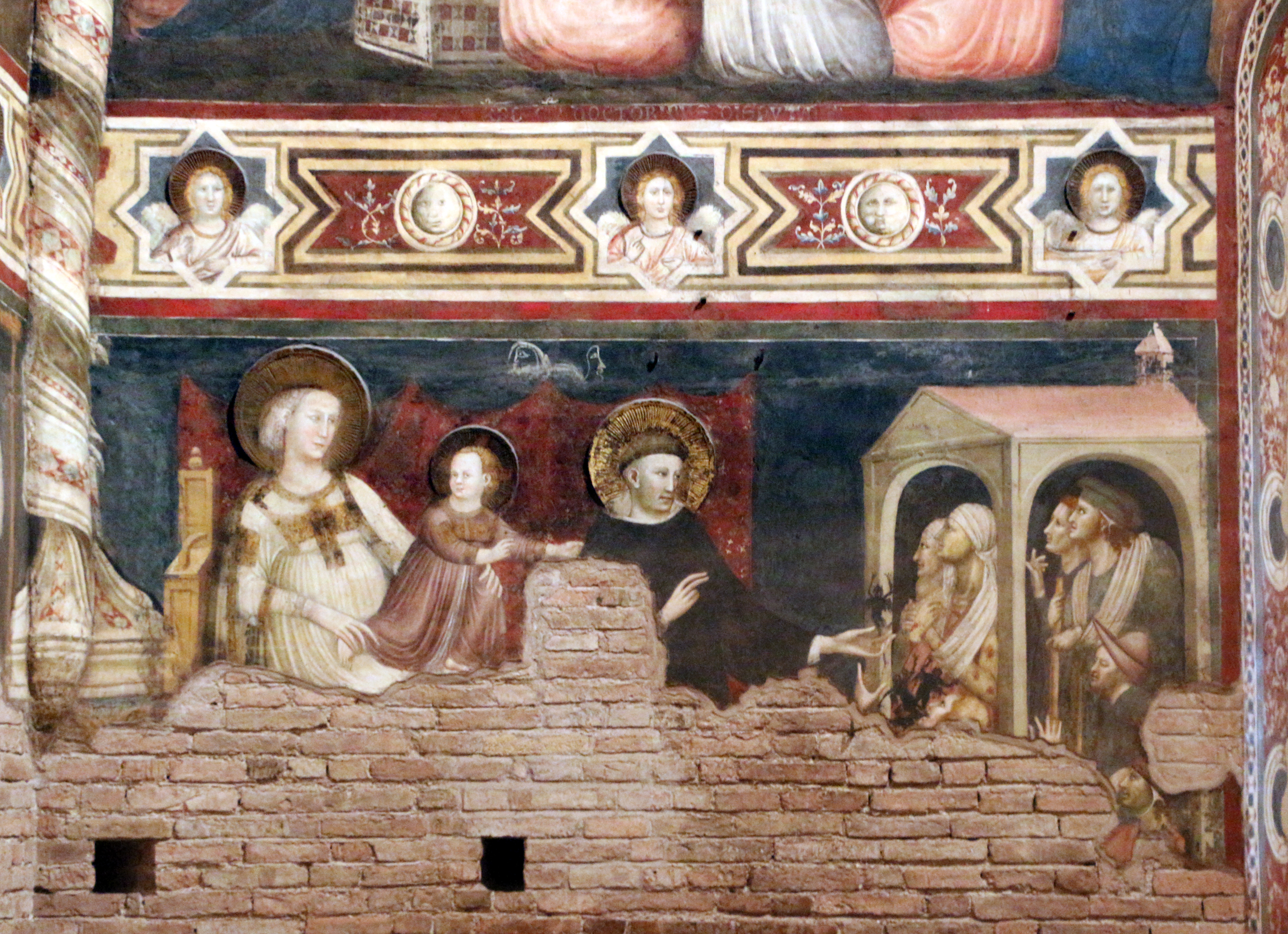
Liberazione di un indemoniato per intercessione della Vergine e del Bambino Gesù